# Comisia Monumentelor Istorice
Comisiunea Monumentelor Istorice a luat naștere prin decretul regal nr. 3658 la data de 17 noiembrie 1892. Inițial a fost compusă din 5 membri: Vasile Alexandrescu Urechia, Titu Maiorescu și Constantin C. Arion desemnați de Ministerul de Culte și Instrucțiune Publică, Grigore Tocilescu — directorul Muzeului de Antichități și George Sterian, arhitect și raportorul legii din 1892.
Activitatea Comisiunii s-a concretizat în studii și cercetări ale Monumentelor, publicate în Buletinul Comisiunii Monumentelor Istorice și în restaurări ale monumentelor importante.
Între anii 1930-1936, Comisia Monumentelor Istorice s-a aflat sub presedinția lui Nicolae Iorga.
După cutremurul din 1977, Nicolae Ceaușescu a desființat Direcția Monumentelor Istorice, ca să poată demola după bunul plac. Situația a durat până în 1990, când instituția a fost reînființată. 